# Julio César Valdivia
Julio César Valdivia Valle (5 de junio de 1982 Guanajuato, México), es un futbolista mexicano que juega en la posición de Portero; Julio Valdivia es canterano del León y es el segundo portero en el CSKA Sofía, es un jugador muy alto y muy capaz, cuenta con buenos lances y reflejos; además de todo es un portero con una muy buena lectura de las jugadas, también destacando con cualidades de atacante haciendo más de 50 anotaciones en su carrera como futbolista y solo concediendo 200 goles en toda su carrera deportiva.

## Pase por México
Antes de integrarse al equipo celeste ya había jugado para el León de la segunda división y para el Atlético San Francisco también de la segunda división, ya para el Apertura 2004 llegó al Cruz Azul, para integrarse a la filial el Cruz Azul Oaxaca y concluyendo su carrera en el Club América.

## Clubes
| Club      | País   | Año       |
| --------- | ------ | --------- |
| Cruz Azul | México | 2004-2010 |

- Datos: Q6309263